# ビュージンゲン
ビュージンゲン（ドイツ語: Büsingen）は、スイス領内のライン川沿いにあるドイツ・バーデン＝ヴュルテンベルク州の飛び地である。

## 概説
ビュージンゲンは、面積7.62平方キロメートル、人口約1,450人の小さな町である。ビュージンゲンにはスイスの警察が駐在しているものの、一般的にドイツの法律が適用され、犯罪などが発生した際にはドイツ側から同国の警察官がやって来る。警察官はドイツ側からビュージンゲンまで、スイス領内の指定されたルートを通って700メートル離れたドイツ側から入るよう定められている。しかし、有事の際の経済統制や農業、衛生（食品、薬品等）に関してはスイスの法律が適用される。
ビュージンゲンでは欧州連合ではなくスイスの関税が適用される。通貨はスイス・フランが使用されるが、ユーロも流通している。ビュージンゲンは政治的にはドイツの領土だが、住民生活の比重はスイス領内に置かれている。スイス側との往来に制限はなく、住民の多くは西隣に位置するスイス領内の都市・シャフハウゼンで働いている。
2005年の国民投票を経て2009年よりスイスがシェンゲン協定に加わったため、ドイツ本土も含めて国境検査が撤廃され、往来が自由化されている。

## 領土の確定
歴史的にもビュージンゲンの住民は、シャフハウゼンを中心にした生活を続けている。第一次世界大戦が終結した1918年に住民投票が行われ、投票者の96%がスイスへの帰属を希望するという結果になった。しかし、スイス側が飛地交換に伴いドイツへ渡すことになる代替地を用意できず、スイスへの帰属は実現されなかった。
1956年、当時の西ドイツ政府はビュージンゲンと西ドイツ本土との間の農地を買収し、西ドイツ領に編入して飛地の解消を試みたが、必要な予算の割に効果が期待できないのに加え、スイス側が拒否したこともあって断念している。結局1967年、ビュージンゲンはスイスが西ドイツと締結した条約で、改めてドイツ領（当時は西ドイツ領）として存続することが決定した。